# 브루클린 애틀랜틱스

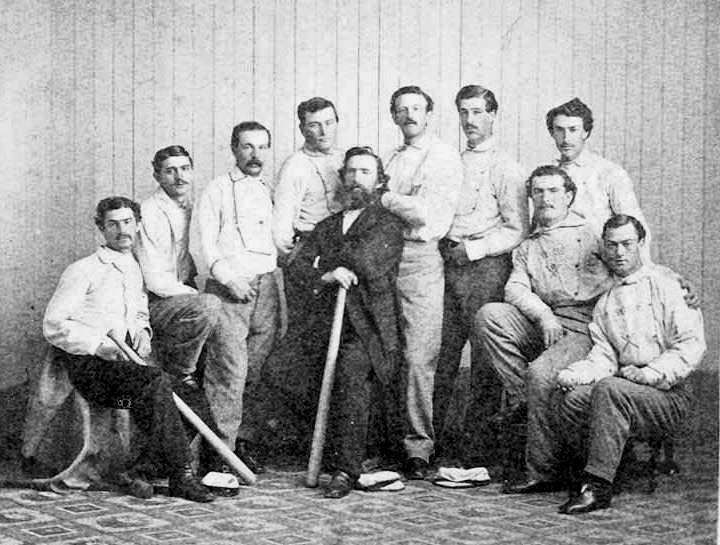
브루클린 애틀랜틱스

브루클린 애틀랜틱스(영어: Brooklyn Atlantics)는 미국 뉴욕주 뉴욕의 야구팀이었다. 야구의 첫 번째 챔피언이었다. 이 팀은 또한 1865년 앤드루 존슨 대통령의 초대로 백악관을 방문한 최초의 야구단이기도 했다.